# Langelandia aglena
Langelandia aglena is een keversoort uit de familie somberkevers (Zopheridae). De wetenschappelijke naam van de soort werd in 1908 gepubliceerd door Edmund Reitter.